# Johan Leutscher
Johannes Hendrik (Johan) Leutscher (Drachten, 26 juli 1964) is een Nederlands roeier. Hij vertegenwoordigde Nederland bij een aantal grote internationale wedstrijden. Zo nam hij eenmaal deel aan de Olympische Spelen, maar won bij die gelegenheid geen medailles.
In 1988 maakte nam hij op 24-jarige leeftijd deel aan de Spelen van Seoel. Als roeier kwam hij uit op het onderdeel vier zonder stuurman. De roeiwedstrijden werden gehouden op de roei- en kanobaan in de rivier Han vlak bij Seoel. De Nederlandse boot kwalificeerde zich via 6.17,24 (series) en 6.14,96 (halve finale) voor de kleine finale. Daar finishten de Nederlanders als derde in 6.15,32 en eindigde hiermee op een 9e plaats overall.
Hij was lid van de Utrechtse studentenroeivereniging Triton. Hij studeerde geologie.

## Palmares

### roeien (vier zonder stuurman)
- 1987: 6e WK - 6.52,11
- 1988: 9e OS - 6.15,32

Johan Leutscher · 
Sven Schwarz · 
Ralph Schwarz · 
Tjark de Vries